# Comac C919
Comac C919 je série dvoumotorových proudových úzkotrupých dopravních letounů čínské společnosti Comac. Má základní kapacitu 168 cestujících, tento letoun by měl konkurovat především letounům Boeing 737 MAX, Airbus A320neo. V květnu 2017 bylo na tento typ 570 objednávek od 23 především asijských kupců. V roce 2024 bylo vyrobeno 25 kusů tohoto letounu, 6 z nich byly prototypy.
Tento letoun společnost Comac oznámila v roce 2008. První prototyp byl zkonstruován v roce 2015. První let tohoto typu se konal 5. května 2017, při 79 minut dlouhém letu z letiště Šanghaj–Pchu-tung bylo na palubě 5 členů posádky. Tento letoun by měl být zařazen do provozu v roce 2020 společností China Eastern. Celý program má oproti původním plánům zpoždění a letoun absolvoval první komerční let v květnu 2023.
V prvních verzích se předpokládá část dílů dovozových, například je plánováno použití motorů LEAP společnosti CFM International.

## Specifikace
| Kapacita                   | 168 (1 třída) / 158 (2 třídy)                     |
| Délka                      | 38,9 m / 127.6 ft                                 |
| Rozpětí                    | 35,8 m / 117.5 ft                                 |
| Výška                      | 11,95 m / 39.2 ft                                 |
| MTOW                       | 72 500 kg / 159 835 lb ER: 77 300 kg / 170 417 lb |
| Max. užitečné zatížené     | 20 400 kg / 45 000 lb                             |
| Max. paliva                | 19 560 kg / 43 122 lb                             |
| Hmotnost prázdného letounu | 42 100 kg / 92 815 lb                             |
| Pohonná jednotka (2x)      | CFM International LEAP-1C                         |
| Tah na motor               | 31 000 lbf (137,9 kN)                             |
| Cestovní rychlost          | Mach 0,785 (450 kn; 834 km/h)                     |
| Dolet                      | 4 075 km / 2 200 nm ER: 5 555 km / 3 000 nm       |
| Rychlost při přiblížení    | 135 uzlů (250 km/h)                               |
| Vzlet                      | 2,000 metre (6,562 ft) ER: 2,200 metre (7,22 ft)  |
| Přistání                   | 1,600 metre (5,25 ft)                             |

#### Konkurenční letouny
- Airbus A320neo
- Boeing 737 MAX
- Bombardier CSeries
- Embraer E-Jet E2
- Irkut MS-21
- Suchoj Superjet 100
- Mitubishi MRJ